# 王鳴臣
王鳴臣（1513年—？），字汝文，號陽岡，或作陽江，江西吉安府泰和縣人，民籍，明朝政治人物。

## 生平
嘉靖二十二年（1543年）癸卯科江西鄉試第六十九名舉人。嘉靖二十三年（1544年）中式甲辰科會試第二百七十五名，登第三甲第五十三名進士。授池州府推官，二十九年九月选授礼科给事中，三十一年十二月升刑科右，三十二年闰三月升工科左，三十三年七月擢戶科都給事中，因諫世宗休玄斋宫，被廷杖四十。三十五年三月掌吏部事大学士李本奉诏考察不职科道官共三十八人，王鸣臣以不及降调貴州藩幕。
隆慶初起贵州副使，二年（1568年）十一月官至貴州參政，隆慶五年正月考察免官。

## 家族
曾祖王大溪，壽官；祖父王學漁；父王國賜，母顏氏。